# Cullera (fosa)
En una fosa, una cullera és un utensili que s'empra per a transportar i abocar metalls que es troben en estat líquid. El rang de mides de les culleres oscil·la entre les culleres que se semblen a les de cuina amb una capacitat per a 20 quilograms fins a cullerots de grans dimensions amb capacitat per a unes 300 tones. Les culleres emprades per a foses que no contenen ferro utilitzen gresol de ceràmica per al transport i l'abocament del metall fos. El gresol és un material refractari que s'empra per a fondre substàncies que requereixen molta calor i que per tant la superfície amb contacte amb el metall ha d'aguantar a molt altes temperatures. El gresol que s'empra més en la pràctica és el grafit.

## Tipus de cullera
El disseny de la cullera base pot incloure moltes variacions que milloren l'ús de la cullera en les seves diferents tasques específiques.
Això no obstant, es destaquen els següents tipus:
- Cullera de tractament: s'empra per al procés que té lloc dins del mateix utensili per canviar alguna característica del metall fos. Un exemple típic és per passar de ferro fos a ferro dúctil a partir de l'addició de diferents elements que s'introdueixen a la cullera.
- Cullera de transferència: s'empra per a transferir una gran quantitat de metall fos d'un procés a un altre. Normalment aquest tipus de cullera s'utilitza per a la transferència d'un metall fos d'un forn de fosa primària a un forn d'explotació.
- Cullera de colada: s'empra per abocar el metall fos en motlles per produir la fosa.[4]

Llevat que la cullera s'utilitzi amb aliatges que fan que la seva temperatura de fusió sigui més baixa, la cullera està equipada normalment amb un revestiment refractari. Aquest revestiment refractari impedeix que el recipient d'acer pateixi danys o esquerdes. Si la cullera no tingués aquest revestiment interior, el metall en estat líquid fondria la part de la cullera que està formada per acer.
L'elecció del material del revestiment refractari pot tenir diferents formes i la seva correcta elecció depèn en gran manera del tipus de fosa que es vulgui treballar. Al començament, les culleres acostumaven a ser folrades amb totxos refractaris, això no obstant, en l'actualitat, s'han anat substituint per formigons refractaris.
Les culleres de colada de fosa son classificades per la seva capacitat de treball i no per la seva mida com bé es tendiria a pensar.
Les culleres de mà estan equipades amb un mànec llarg per mantenir la calor del metall lluny de la persona que la sosté. La seva capacitat ve delimitada per la capacitat que hom pot manejar-la amb seguretat.
Les culleres grans, en general es refereixen a les culleres que s'utilitzen amb una grua. La seva capacitat també es determina en funció de la utilitat que se li vulgui donar a la cullera.
Això no obstant, en la majoria de les foses, la cullera de colada de fosa es refereix a un recipient d'acer que té un mecanisme d'elevació i és transportada per una grua o un sistema de circulació, que està equipada amb un sistema mecànic de rotació.
Per al transport de grans volums de metall fos, com és el cas en les fàbriques de metalls, la cullera es pot moure sobre rodes gràcies a un vehicle d'ús múltiple o bé es pot penjar d'una grua i inclinar-se i elevar-se gràcies a l'accionament d'un motor.
La forma més habitual d'una cullera és un con vertical, però es poden trobar culleres amb altres formes. Si es té una forma cònica pot ajudar a canviar el revestiment refractari quan aquest es faci malbé. No obstant també es fabriquen culleres amb algunes cares planes.
La forma que més s'empra és coneguda com a cullera tambor i té la forma d'un cilindre horitzontal suspès entre dues bugies.
Les culleres amb capacitat per a més de 100 tones s'utilitzen en les fàbriques d'acer, sovint anomenades torpedo. Aquest tipus de culleres s'empren per al transport de ferro líquid d'un forn a una altra part de la fàbrica.